# جبل هوك (نيويورك)
جبل هوك، هو جبل يقع في جبال كاتسكيل في نيويورك شمال شرق هانكوك. يقع جبل جيهو في الجنوب الشرقي، ويقع جبل بوينت في الجنوب الغربي، ويقع تل كون غرب جبل هوك.